# Mike Krack
Mike Krack (Lussemburgo, 18 marzo 1972) è un ingegnere e dirigente sportivo lussemburghese, Chief Trackside Officer dell'Aston Martin F1 Team.

## Carriera
Krack iniziò la sua carriera nelle competizioni motoristiche nel 1998 come ingegnere collaudatore presso BMW. Nel 2001 trovò impiego in Sauber come data analyst, ruolo che mantenne fino al 2003. Nelle stagioni di Formula 1 2004 e 2005 ricoprì l'incarico di ingegnere di pista di Felipe Massa; a partire dal 2006, in concomitanza con l'acquisizione del team svizzero da parte di BMW, ricoprì la mansione di capo ingegnere del team BMW Sauber.
A gennaio 2009 abbandonò Sauber per unirsi al team tedesco di Formula 3 Kolles & Heinz Union, salvo poi ritornare in BMW nell'ottobre 2010 rivestendo il ruolo di ingegnere capo nella squadra partecipante al Deutsche Tourenwagen Masters, nel quale il costruttore ritornò nella stagione 2012 dopo 18 anni di assenza. Dopo una breve parentesi in Porsche nel 2013 durante la quale rivestì il ruolo di capo ingegnere di pista durante lo sviluppo della Porsche 919 Hybrid, nel 2014 ritornò in BMW come performance engineer e negli anni successivi rivestì diversi ruoli nei team di Formula E, IMSA SportsCar Championship e altri campionati turismo e prese parte allo sviluppo del progetto Le Mans Daytona Hybrid del Campionato del mondo endurance.
Il 14 gennaio 2022 Krack viene nominato team principal dell'Aston Martin F1 Team in sostituzione di Otmar Szafnauer, dove ritrova Sebastian Vettel che nelle stagioni 2006 e 2007 era collaudatore in BMW Sauber. Il 10 gennaio 2025 viene declassato a Chief Trackside Officer, lasciando il ruolo di team principal a Andy Cowell.